# لویی تیتار
لویی تیتار (فرانسوی: Louis Thiétard‎; ۳۱ مهٔ ۱۹۱۰ – ۲۱ ژانویهٔ ۱۹۹۸) دوچرخه‌سوار اهل فرانسه بود.